# Estadio San Francisco de Asís
El Estadio San Francisco de Asís es un estadio de fútbol de Paraguay que se encuentra ubicado en la ciudad de Atyrá. En este escenario, que cuenta con capacidad para 10 000 personas, hace las veces de anfitrión el 4 de Octubre FBC y así como el Atyrá FC, ambos de tercera división.

## Origen del nombre
Recibe su nombre actual debido a que San Francisco de Asís es el santo patrono de la ciudad de Atyrá, cuya fecha de fundación fue el 4 de octubre de 1538, el día de dicho santo de la iglesia católica.

## Historia
En la temporada 2013 de la División Intermedia el estadio fue utilizado por el Caacupé Football Club para sus encuentros de local.